# Rowe Mineralölwerk
Die Rowe Mineralölwerk GmbH (Eigenschreibweise: ROWE MINERALÖLWERK GMBH) ist ein Unternehmen der Schmierstoffbranche mit Hauptsitz in Worms. 1995 im rheinhessischen Flörsheim-Dalsheim von Michael Zehe gegründet, verlegte das Unternehmen den Firmensitz im Jahr 2000 ins pfälzische Bubenheim. Zur Erhöhung der Produktionskapazitäten wurde am 9. Dezember 2013 der neue Hauptsitz in Worms eröffnet.

## Produkte
Die Produktpalette umfasst Motorenöle, Getriebe- und Hydrauliköle, Industrie- und Metallbearbeitungsschmierstoffe, Bio-Schmierstoffe, Kraftstoffadditive aber auch Kühler- und Scheibenfrostschutz sowie unterschiedliche Autopflegeprodukte. Zu weiteren Produktserien gehören Schmierstoffe für Zweiräder, Nutzfahrzeuge, Boote und Blockheizkraftwerke.
Mit einer eigenen Fettanlage produziert ROWE seit 2015 Mehrzweck- und Hochleistungsfette für den erweiterten Schmierstoffmarkt. Seit 2017 sind alle ROWE-Eigenprodukte vollständig CO2-kompensiert.

## Vertrieb
ROWE Schmierstoffe sind weltweit in über 80 Ländern verfügbar. So zählen Süd- und Osteuropa, der Nahe Osten, Asien sowie Nord- und Südamerika zu den Hauptmärkten des Exportgeschäfts.

## Produktion
Auf einem über 110.000 m² großen Areal in Worms werden in 38 Mischkesseln und 12 Abfüllanlagen Schmierstoffe produziert. Das zweite Werk mit Sitz im pfälzischen Bubenheim hat sich mit weiteren zehn Abfüllanlagen auf Kühlerfrostschutz, Bremsflüssigkeiten und Industrieschmierstoffe spezialisiert.
Zertifizierung: ISO 9001 (2015), IATF 16949 (2016), ISO 14001 (2015), ISO 50001 (2011)

## Sponsoring
Rowe engagiert sich im sportlichen und kulturellen Bereich:
- Kultur: Sinfonisches Akkordeon-Orchester Hessen (SAkkOH)[8]
- Squash: Black & White Racket Club e.V. Worms[9] sowie diverse internationale Profis[10]
- Powerboat: Seit 2016 unterstützt Rowe das Team ROWE PowerBoat, das in der Formel 2 Welt- und Europameisterschaft an den Start geht[11]
- Motorsport: Seit 2009 ist Rowe Hauptsponsor der VLN Langstreckenmeisterschaft am Nürburgring und erweiterte sein Engagement durch die Präsenz auf den Startnummernmatten aller in der Serie startenden Fahrzeuge im Jahr 2017[12]
- Fußball:
  - Borussia Dortmund[13]
  - Atlético Madrid[14]
  - Wormatia Worms[15]

## Rowe Racing

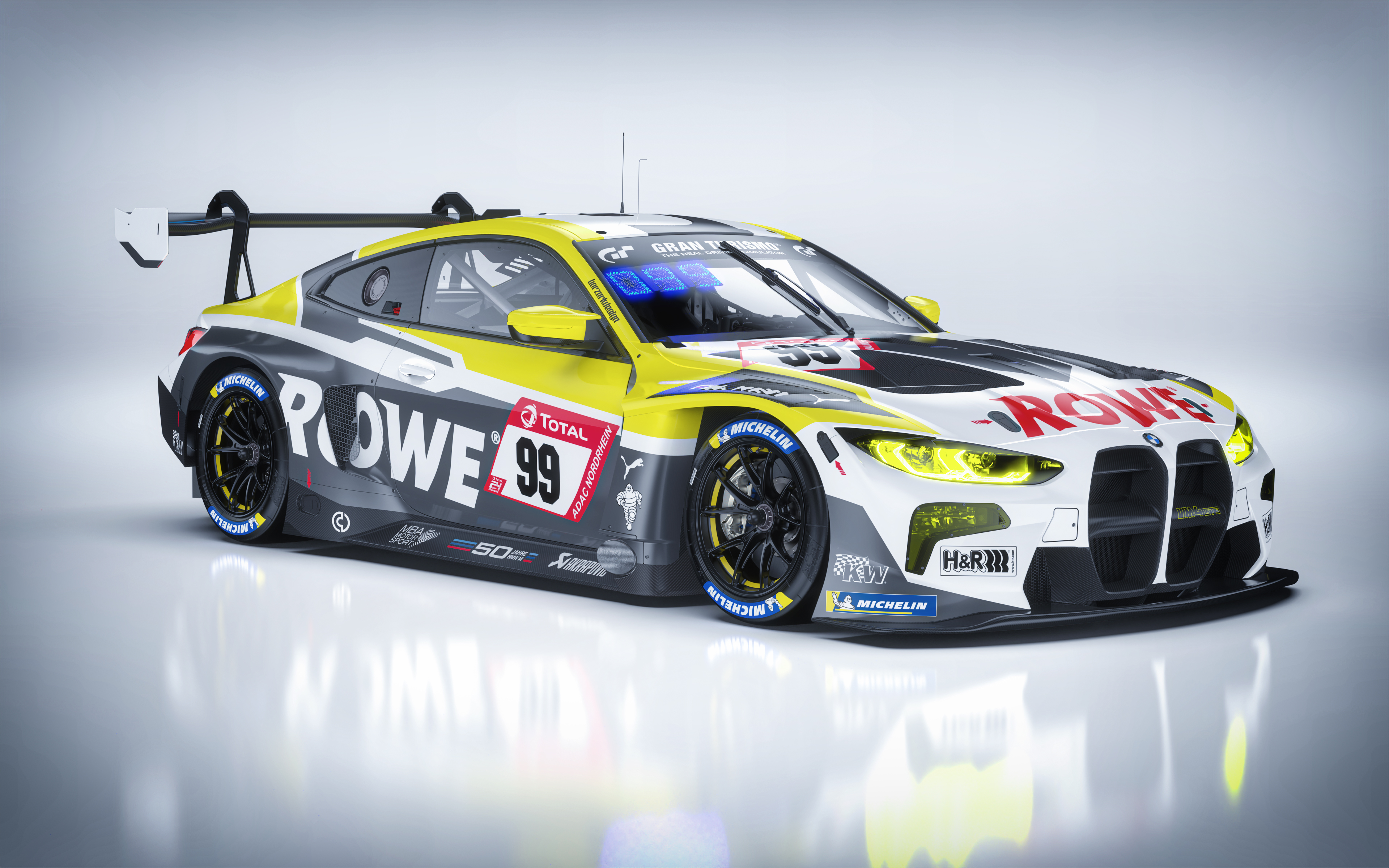
BMW M4 GT3 in den Farben von Rowe Racing

In Zusammenarbeit mit der Motorsport Competence Group AG (MCG AG) besteht seit 2011 das Rennteam Rowe Racing, das überwiegend bei Langstreckenrennen aktiv ist.
ROWE nutzt die Kooperation vorrangig zur Weiterentwicklung und zum Test der eigenen Produkte unter Rennbedingungen, aber auch zur Stärkung und Bekanntmachung der Marke ROWE.